# Trois morceaux (Alnæs)
Trois morceaux is een verzameling werkjes van Eyvind Alnæs. De drie stukjes voor piano solo zijn opgedragen aan Iver Holter en in Parijs geschreven (vandaar de Franse titel). Het manuscript is gedateerd 16 september 1920. Opvallend is dat het manuscript opusnummer 31 draagt.
De drie stukjes:
1. Etude in allegro
2. Jeu d’enfants in allegro assai
3. Caprice

In het manuscriptvorm heeft deel 3 een aanvullende handgeschreven titel, doch het is hetzelfde werkje. 
Iver Holter was docent en vriend van Alnæs.